# Громадянський комітет солідарності з Україною
Громадянський Комітет Солідарності з Україною (пол. Komitet Obywatelski Solidarności z Ukrainą) — організація, створена для підтримки продемократичних змін в Україні. Заснована під час початку революції Євромайдану на початку 2014 року.
З самого початку, місією Комітету була підтримка продемократичних змін в Україні та допомога людям і організаціям, які переслідуються за політичні переконання.
- Мобілізація громадської думки на користь солідарності з Україною у Польщі та за кордоном.
- Збір грошей для Фонду солідарності України, і насамперед з метою заохочення і просування у цьому плані різних ініціатив недержавних організацій.
- Підтримка ініціатив матеріальної та фізичної підтримки малозабезпечених громадян України, а також організацій та ініціатив, що беруть участь в зусиллях з демократичних перетворень в Україні.
- Підтримка пригноблених.
- Активізація співробітництва між регіонами в Польщі та Україні й зрештою у співпраці з місцевими органами влади та управління на всіх рівнях.
- Інформування польських засобів масової інформації та громадськості про ситуацію в Україні.

Комітет створений 30 січня 2014 року, його заснування було оголошено на пресконференції 4 лютого 2014 у Варшаві. Своєю назвою, структурою та діяльністю Комітет наслідує традиції польських громадянських комітетів в кінці 1980-х років, заявивши, що «люди різних політичних переконань і національностей працювали в напрямку створення незалежної та самоврядної республіки».
Згідно з установочною декларацією комітет своєю діяльність бажає надати таку ж саму можливість побудувати незалежну Україну, підтримує зусилля її громадян відповідно до принципу субсидіарності.
Одночасно, з моменту свого створення, Комітет оголосив і проводив політику політичної незалежності. Він заявив, що не буде прагнути отримати статус юридичної особи та власні кошти.
До комітету входили, серед інших:
- Edwin Bendyk / Едвін Бендик
- Bogumiła Berdychowska / Богуміла Бердиховська
- Zbigniew Bujak / Збігнєв Буяк
- Mirosław Chojecki / Мірослав Хойецький
- Izabella Chruślińska / Ізабелла Хруслінська
- Piotr M.A. Cywiński / Пйотр М.А. Цивінскі
- Mirosław Czech / Мірослав Чех
- Władysław Frasyniuk / Владислав Фрасинюк
- Witold Horowski / Вітольд Горовскі
- Anna Kertyczak / Анна Кертичак
- Natalia Kertyczak / Наталія Кертичак
- Rostysław Kramar / Ростислав Крамар
- Julia Maria Koszewska / Юлія Марія Кошевска
- Danuta Kuroń / Данута Курон
- Martyna Michalik / Мартіна Міхалик
- Leszek Moczulski / Лешек Мочульський
- Włodzimierz Mokry / Володимир Мокрий
- Olga Popowycz / Ольга Попович
- Natalia Radzina / Наталія Радзіна
- Jerzy Rejt / Юрій Рейт
- Agnieszka Romaszewska-Guzy / Аґнєшка Ромашевська-Гузи
- Zofia Romaszewska / Зофія Ромашевська
- Zbigniew Romaszewski / Збіґнєв Ромашевський
- Mirosław Skórka / Мірослав Скурка
- Grażyna Staniszewska / Гражина Станішевська
- Krzysztof Stanowski / Кшиштоф Становскі
- Jarosław Syrnyk / Ярослав Сирник
- Piotr Tyma / Петро Тима
- Andrzej Urbanik / Анджей Урбанік - Генеральний секретар
- Nedim Useinow / Недим Усеінов
- Henryk Wujec / Генрик Вуєц
- Przemysław Żurawski vel Grajewski / Пшемислав Журавський вель Граєвський

Комітет співпрацює з Об'єднанням українців у Польщі.